# Jean-François Déry
Pour les articles homonymes, voir Déry.

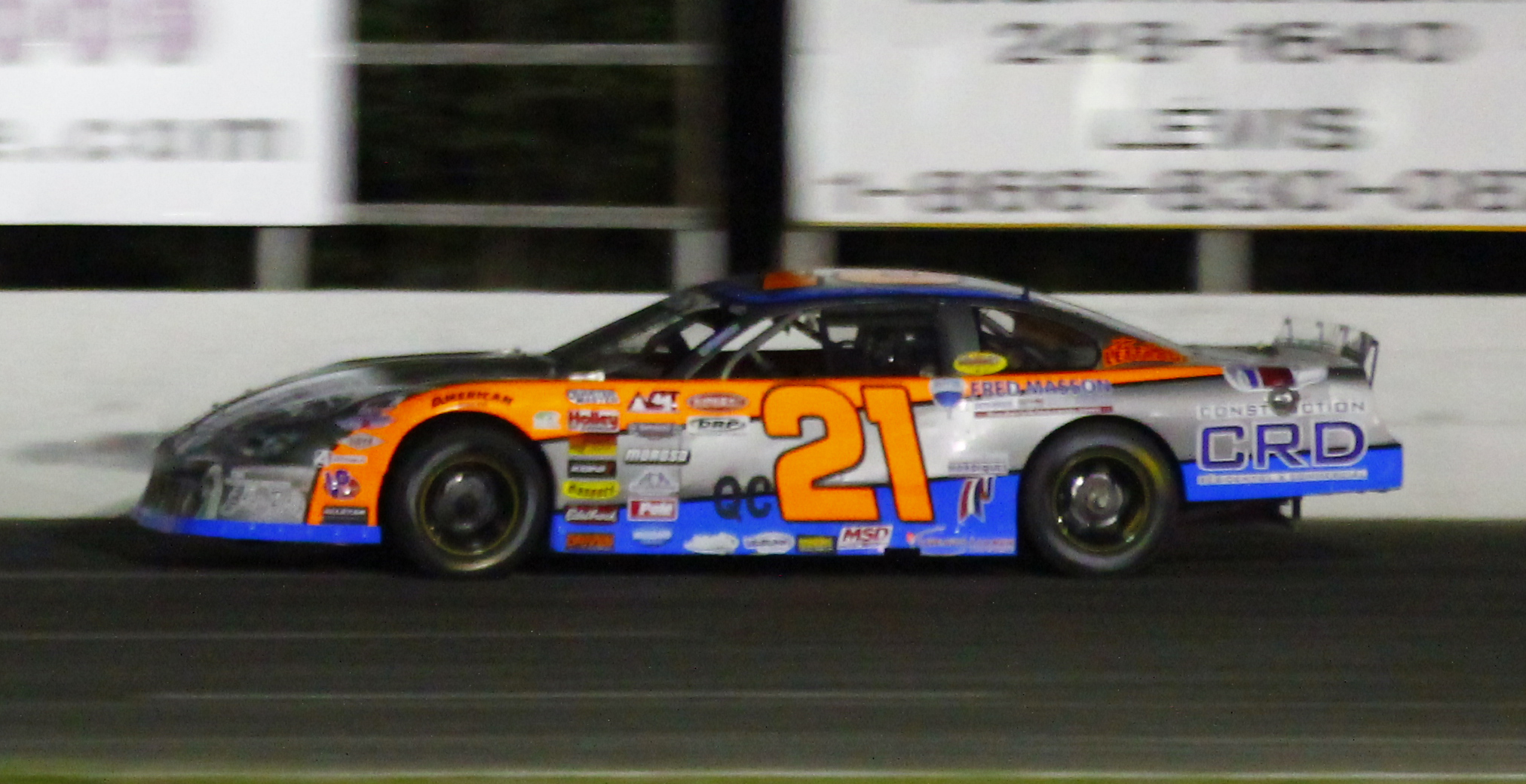
En Série ACT - Autodrome Montmagny - 27 juin 2015 (photo Paul-Émile Poulin-Jacques)

Jean-François Déry est un pilote automobile de stock-car né le 5 août 1974 à Québec (Canada).
Principalement actif dans la série ACT Castrol. Champion de la série en 2013, vice-champion en 2012 et 2015. Premier vainqueur d’une course LMS à l’Autodrome Chaudière en 2005. Troisième au classement en 2008 et 2010. Vainqueur de la course FASCAR au Grand Prix de Trois-Rivières en 2004. Sept départs en séries PASS, il termine 3e à l'Autodrome Chaudière et 8e au Auburndale Speedway en Floride en 2013.

## Victoires en Série nationale Castrol et Série ACT Castrol
| Date               | Piste                                |
| ------------------ | ------------------------------------ |
| 26 août 2005       | Autodrome Chaudière                  |
| 16 juillet 2006    | Autodrome Montmagny                  |
| 5 juillet 2008     | Autodrome St-Félicien                |
| 30 mai 2009        | Autodrome Montmagny                  |
| 7 juillet 2012     | Autodrome St-Eustache                |
| 14 juillet 2012    | Circuit Riverside Speedway Ste-Croix |
| 1er septembre 2012 | Autodrome Montmagny                  |
| 9 juin 2013        | Circuit Riverside Speedway Ste-Croix |
| 10 août 2013       | Autodrome St-Eustache                |